# Joey Cape
Randal Joseph "Joey" Cape (Verenigde Staten, 16 november 1966) is een Amerikaanse zanger, songwriter en muziekproducent. Cape is muzikaal actief sinds 1989 en speelt sinds 1990 in de punkband Lagwagon. Hij is tevens voormalig zanger van de experimentele punkband Bad Astronaut, gitarist van de punk-coverband Me First and the Gimme Gimmes en zanger/gitarist van The Playing Faforites. Daarnaast vormt Cape samen met Todd Capps (ex-lid van Bad Astronaut) het duo Afterburner.

## Biografie
In 1996 richtte Cape het platenlabel My Records op. Via dit label werd als een van de eerste uitgaves van het label het debuutalbum Nerf Herder van de poppunkband Nerf Herder uitgegeven. Het label werd enige jaren later opgeheven wegens gebrek aan belangstelling en Cape zijn drukke werkzaamheden elders.
Van 1999 tot 2000 staakte Cape tijdelijk zijn werk met Lagwagon om zich te kunnen richten op twee andere projecten: Bad Astronaut en Me First and the Gimme Gimmes. Dit vertraagde zijn werk met Lagwagon tot 2002. Cape gaf later met Lagwagon de studioalbums Blaze (2003) en Resolve (2005) uit, waarvan de laatste een eerbetoon is een drummer Derrick Plourde (lid van Bad Astronaut en Lagwagon), die in 2005 uit het leven stapte. In 2004 bracht hij samen met Tony Sly van No Use for a Name het album Acoustic uit waarop beide zangers akoestische versies van nummers van hun band brachten. 

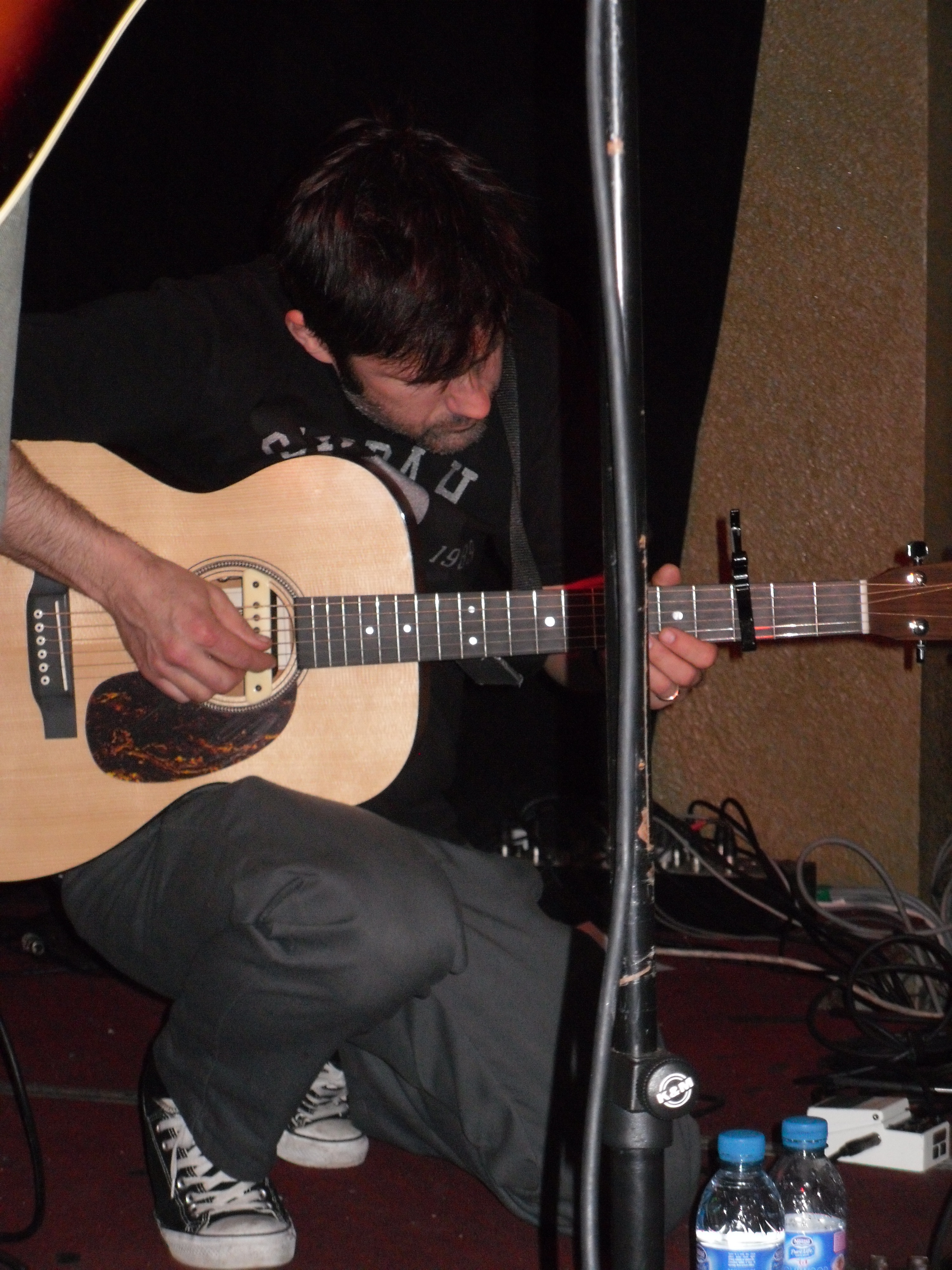
Joey Cape solo in 2010

In 2008 gaf Cape zijn eerste solo-album uit. Het album is getiteld Bridge en werd in Europa uitgegeven via Bad Taste Records en in de Verenigde Staten via Suburban Home Records. In augustus 2009 maakte Cape bekend dat hij bezig was met het opnemen van nieuw materiaal voor zijn tweede solo-album, getiteld Doesn't Play Well with Others. Het album werd uitgegeven in 2010 door het hele jaar heen, waarbij elke maand van het jaar een nummer werd uitgegeven. Het album werd uiteindelijk officieel uitgegeven op 1 juni 2011 op cd en vinyl.
On 25 april 2011 maakte Cape bekend dat hij een nieuwe band had opgericht genaamd Joey Cape's Bad Loud en dat de band al begonnen was aan een debuutalbum, dat nieuwe versies van nummers die oorspronkelijk alleen te horen waren op zijn solo-albums Bridge en Doesn't Play Well with Others zou bevatten. Het debuutalbum, getiteld Volume One werd uitgegeven onder eigen beheer op 9 juni 2011 via Bandcamp.
Cape is ook de eigenaar en oprichter van het platenlabel One Week Records, dat in 2014 haar eerste album uitgaf. Het label geeft voornamelijk akoestische albums uit van punkmusici. De albums worden tijdens een periode van een week opgenomen. Vanwege de beperkte tijd die de artiest heeft voor de opnamesessies is er geen sprake van overproductie. De distributie voor sommige albums op lp wordt gedaan door Fat Wreck Chords, het Californische platenlabel waar Lagwagon, Joey Cape's Bad Loud en Me First and the Gimme Gimmes ook bij spelen.

## Discografie
Studioalbums
- Bridge (2008)
- Doesn't Play Well with Others (2011)
- Stitch Puppy (2015)
- Covers (2016)
- Let Me Know When You Give Up (2019)
- A Good Year to Forget (2021)

Splitalbums
- Acoustic (2004, met Tony Sly)
- Who Wants to Get Down? (2009, met Jon Snodgrass)
- Under the Influence, vol. 11 (2009, met Mike Hale)
- Don't Wake Up The Kids!! (2010, met Ken Yokoyama & Duncan Redmonds)
- Tony Sly/Joey Cape (2010, met Tony Sly)
- Liverbirds (2010, met Jon Snodgrass)
- Acoustic: Volume Two (2012, met Tony Sly)
- Joey Cape/Hugo Mudie & The City Streets (2012, met Hugo Mudie)
- Scorpios (2012, met Tony Sly, Jon Snodgrass en Brian Wahlstrom)

- Gemeinsame Normdatei: 135371732
- Library of Congress Control Number: no2006015441
- MusicBrainz: 94879e7e-095a-44bf-8916-2246ea53e931
- Nationale Bibliotheek van Tsjechië: xx0032447
- Virtual International Authority File: 71138573